# Aulacoptera
Aulacoptera là một chi bướm đêm thuộc họ Crambidae.

## Species
- Aulacoptera fuscinervalis (Swinhoe, 1895)
- Aulacoptera philippinensis Hampson, 1912